# Hannya
Hannya (般若) é uma máscara Noh (能面, noumen), usada no teatro clássico japonês Noh e representa uma mulher serpente-demônio, com muito ódio e inveja. Ela é dotada de dentes ameaçadores, boca grande e chifres.

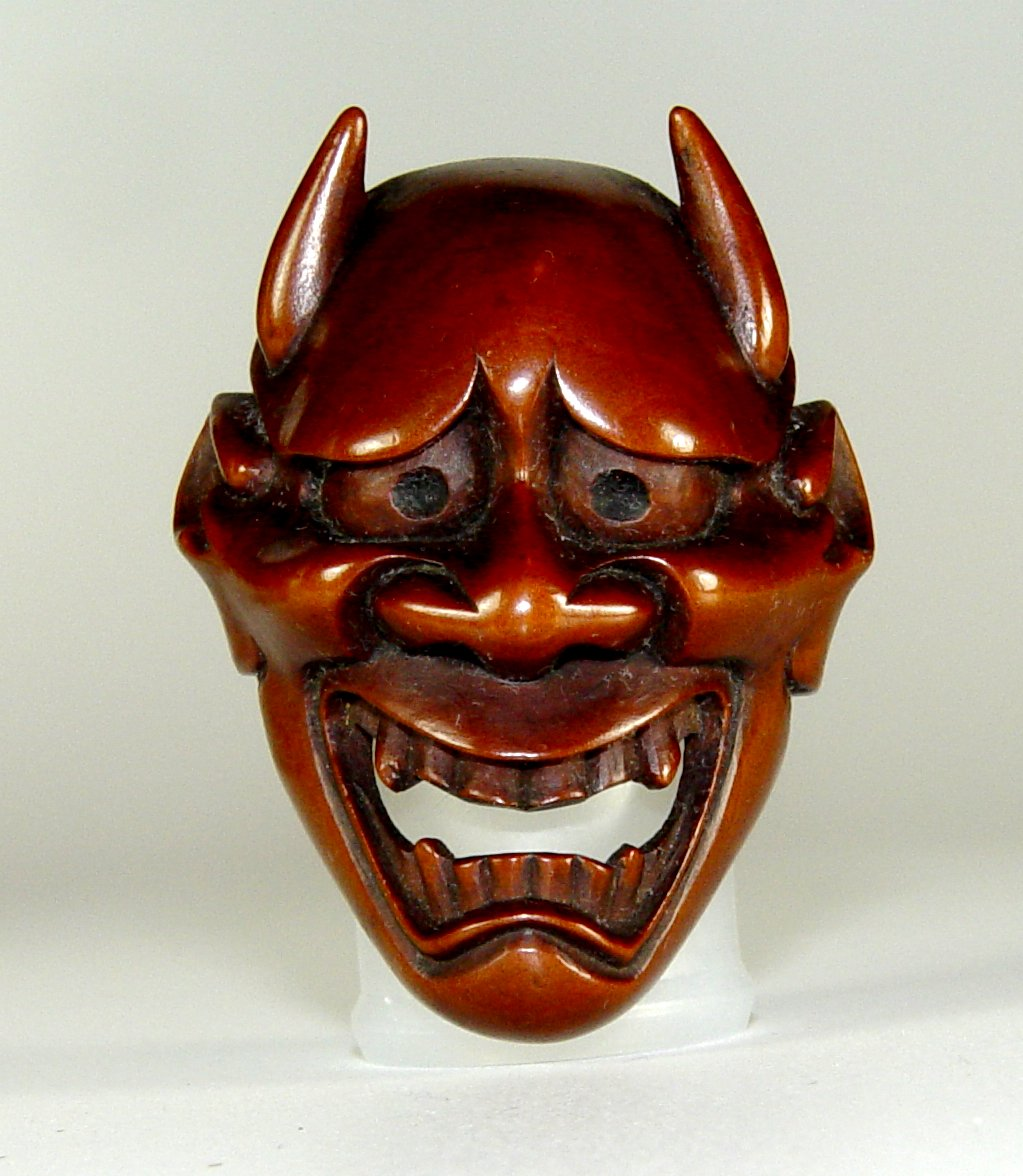
Hannya

A máscara também é usada no Kyōgen e em danças cerimoniais do shintoísmo, Kagura. As máscaras representam mulheres que viraram demônios devido a obsessão ou inveja. Os Hannyas são a representação do demônio faminto do Budismo japonês, similar ao Preta, uma alegoria de sentimentos humanos como a paixão, ciúme e ódio, todos capazes de transformar homens e mulheres em um terrível monstro. 
O que justifica o por quê de atores do tradicional teatro japonês se utilizarem de tal máscara em suas performances nas representações das histórias (desde o século 19), para transmitir uma identidade, uma personalidade nebulosa aos seus personagens. Certamente, a Hannya é a máscara Nō mais divulgada no Ocidente.[carece de fontes?]